# Al'fred Ter-Mkrtčjan
Al'fred Ajrapetovič Ter-Mkrtčjan (in armeno Ալֆրեդ Տեր-Մկրտչյան?; 19 marzo 1971) è un ex lottatore armeno naturalizzato tedesco, fino al 1991 sovietico, specializzato nella lotta greco-romana.

## Palmarès

### Olimpiadi
- 1 medaglia:
  - 1 argento (Barcellona 1992 nei 52 kg[1])

### Mondiali
- 5 medaglie[2]:
  - 1 oro (Tampere 1994 nei 52 kg)
  - 4 bronzi (Stoccolma 1993 nei 52 kg; Praga 1995 nei 52 kg; Breslavia 1997 nei 54 kg; Atene 1999 nei 54 kg)

### Europei
- 6 medaglie:
  - 1 oro (Copenaghen 1992 nei 52 kg[3])
  - 1 argento (Besançon 1995 nei 52 kg[2])
  - 4 bronzi (Aschaffenburg 1991 nei 52 kg[4]; Atene 1994 nei 52 kg[2]; Budapest 1996 nei 52 kg[2]; Mosca 2000 nei 54 kg[2])